# Meteorit Mallorca
El meteorit Mallorca és un meteorit que es va impactar a Mallorca el 17 de juliol de 1935. Un caçador el va veure caure i el va recollir a l'alçada del quilòmetre 8 de la carretera que uneix Palma amb Manacor. El meteorit, format principalment de ferro, tenia forma piramidal i pesava una mica més de 800 grams. Es considera la segona caiguda de ferro meteorític als Països Catalans, així com a tot el territori espanyol.
A aquest meteorit li van ser extrets dos petits troços, d'entre 10 i 15 grams, per ser analitzats. Un d'aquests fragments va ser enviat al Museu Nacional de Ciències Naturals d'Espanya pel director del laboratori oceanogràfic de Palma, Francisco Navarro Martín, sent publicat un estudi sobre el fragment el 1936. Al meteorit s'hi va trobar ferro, níquel, cobalt i manganès.
Des de la Guerra Civil espanyola es desconeix el parador del meteorit, tot i que molt probablement es trobi al Museu Nacional de Madrid. L'estat d'aquest meteorit és dubtós, i se sospita de la naturalesa pseudometeorítica per diversos motius, com ara el no presentar escorça de fusió o per les característiques de la seva trobada. La fotografia que es conserva d'aquest objecte semblaria no identificar-se amb cap estructura meteorítica, sinó més aviat amb la d'un material artificial ràpidament solidificat com el ferro colat dendrític.